# デヤン・ダミヤノヴィッチ
デヤン・ダミャノヴィッチ（セルビア語: Дејан Дамјановић, 英語: Dejan Damjanović, 1981年7月27日 - ）は、ユーゴスラビア（現・ボスニア・ヘルツェゴビナ）出身の元サッカー選手。元モンテネグロ代表。ポジションはフォワード。
Kリーグ時代の登録名はデヤン（ハングル: 데얀）。

## 来歴

### キャリア初期
当時のユーゴスラビア社会主義連邦共和国・モスタル（現：ボスニア・ヘルツェゴビナ領）にて出生。少年時に発生したユーゴスラビア内戦でボスニアから当時のユーゴスラビア連邦共和国領に避難し、そこでモンテネグロ国籍を取得している。プロデビューは1996年で、ベオグラードのクラブを転々とした後の2006年にサウジアラビアのアル・アハリ・ジッダに移籍し2007年に韓国の仁川ユナイテッドFCに移籍した。

### FCソウル時代
2007年12月7日にFCソウルと契約を結んだ。
2007年2008年そして2009年と3年連続でKリーグにおいて得点ランキング2位にランクインした。
2011年にはリーグトップの23ゴールを挙げ、Kリーグの得点王となった。
2009年7月にはアジアツアーを行っていたマンチェスター・ユナイテッドFCとの試合で2ゴールを挙げた。しかし、ウェイン・ルーニーやディミタール・ベルバトフ、フェデリコ・マケダのゴールによってFCソウルは3-2で敗戦した。
2012年1月中国サッカー・スーパーリーグの広州城足球倶楽部がダミャノヴィッチに対して5億円のオファーを行ったが、FCソウルはこれを拒否した。
2012年2月28日に行われた仁川ユナイテッドFC戦においてPKでゴールをし、FCソウルにおけるクラブ通算100ゴールを記録した。試合はダミャノヴィッチの2ゴールなどもあり、3-1で勝利した。
2012年7月にはサーシャ・ドラクリッチが持つKリーグ外国人選手最多得点を更新する105得点目を挙げ、さらに同年は金度勲が持つKリーグシーズン得点記録を破る29得点目を挙げ、最終的には31得点を記録し2年連続の得点王としてFCソウルのリーグ制覇に貢献、最優秀選手賞も受賞している。
2012年、大邱FCとのKリーグ開幕戦では僅か22分で交代を命じられた。これにより、FCソウルの崔龍洙監督とダミャノヴィッチには亀裂があったと推測されていた。ダミャノヴィッチはFCソウルに対して退団の意向を示したがクラブ側がこれを拒否した。しかし、後にFCソウルは崔熙燮の公式声明を発表し、両者の間に亀裂はなかったと述べた。
2012年のKリーグでは40試合に出場し31ゴールを挙げ、Kリーグの得点王となり、2002年に金度勲が樹立していたシーズン最多ゴール記録を更新した。そして、FCソウルをリーグ優勝に導き、Kリーグベストイレブンにも選出された。
2013年1月、IFFHSは、ダミャノヴィッチがズラタン・イブラヒモビッチ、ロビン・ファン・ペルシ、ウェイン・ルーニーなどの選手を抜いて、トップディビジョンリーグにおける得点ランキングで7位にランクインしたことを発表した。
2013年9月、ダミャノヴィッチはAFCチャンピオンズリーグ準々決勝で古巣のアル・アハリと対戦した。

### 江蘇足球倶楽部
2013年12月、中国スーパーリーグの江蘇足球倶楽部に約4億円の移籍金で移籍したことが発表された。

### 傑志体育会
2022-23シーズン終了後、契約満了で傑志を退団。8月16日、自身のInstagramにて現役引退を発表した。

### 代表
モンテネグロ代表としてはKリーグでの活躍が認められた2008年に初招集を受け、2009年のワールドカップ予選・対キプロス戦で代表初ゴールを挙げ、また2012年10月のワールドカップ予選・対ウクライナ戦でも決勝ゴール、2013年3月のワールドカップ予選・対イングランド戦でも同点ゴールを挙げている。

## タイトル

### 個人
- AFCチャンピオンズリーグ ドリーム チーム：2013
- Kリーグ 最優秀選手賞：2012
- Kリーグ 得点王：2011, 2012, 2013
- Kリーグベストイレブン：2010, 2011, 2012
- Kリーグカップ 得点王：2010